# Onconotus servillei
Onconotus servillei је инсект из реда Orthoptera и фамилије Tettigoniidae. 

## Угроженост
Ова врста се сматра рањивом у погледу угрожености врсте од изумирања.

## Распрострањење
Врста има станиште у Мађарској и Румунији.

## Станиште
Врста Onconotus servillei има станиште на копну.